# Sheldon (Missouri)
Sheldon – miasto w Stanach Zjednoczonych, w stanie Missouri, w hrabstwie Vernon.